# Top League 2021
La Top League 2021 fue la 18.ª temporada de la máxima competición nacional de rugby de Japón. 
El calendario original era una competición de tres etapas que incluía a los 16 equipos de la Top League más los cuatro mejores equipos de la Top Challenge League, en preparación para la liga profesional de tres niveles prevista para 2022. Sin embargo, debido a la pandemia de COVID-19 en Japón, la temporada se pospuso y se reformuló.
Según el formato revisado, las dos ligas se jugaron por separado. Los equipos de la Liga Premier se dividieron en dos conferencias de ocho equipos para la primera etapa, seguida de una etapa eliminatoria de 16 equipos para decidir el equipo campeón.

## Equipos participantes
| Club                            | Región            | Entrenador         | Capitan               |
| ------------------------------- | ----------------- | ------------------ | --------------------- |
| Canon Eagles                    | Machida, Tokyo    | Keisuke Sawaki     | Yu Tamura             |
| Hino Red Dolphins               | Hino, Tokyo       | Takuro Miuchi      | Kyosuke Horie         |
| Honda Heat                      | Suzuka, Mie       | Danny Lee          | Ryota Kobayashi       |
| Kobelco Steelers                | Kobe              | Dave Dillon        | Tom Franklin          |
| Kubota Spears                   | Abiko, Chiba      | Frans Ludeke       | Harumichi Tatekawa    |
| Mitsubishi Sagamihara Dynaboars | Sagamihara        | Greg Cooper        | Heiden Bedwell-Curtis |
| Munakata Sanix Blues            | Munakata, Fukuoka | Corey Brown        | Ryuichiro Fukutsubo   |
| NEC Green Rockets               | Abiko, Chiba      | Ryota Asano        | Ryoi Kamei            |
| NTT Communications Shining Arcs | Chiba Prefecture  | Hugh Reece-Edwards | Shokei Kin            |
| NTT DoCoMo Red Hurricanes       | Osaka             | Johan Ackermann    | Lourens Erasmus       |
| Panasonic Wild Knights          | Ōta, Gunma        | Robbie Deans       | Atsushi Sakate        |
| Ricoh Black Rams                | Setagaya          | Damien Hill        | Shuhei Matsuhashi     |
| Suntory Sungoliath              | Fuchū, Tokyo      | Milton Haig        | Ryoto Nakamura        |
| Toshiba Brave Lupus             | Fuchū, Tokyo      | Todd Blackadder    | Michael Leitch        |
| Toyota Verblitz                 | Toyota            | Simon Cron         | Kaito Shigeno         |
| Yamaha Jubilo                   | Iwata, Shizuoka   | Naoya Okubo        | Yuya Odo              |

## Clasificación
Tabla de posiciones

### Conferencia Roja
| Red Conference Standings |                                 |      |   |   |   |     |     |      |    |     |
| Pos                      | Equipo                          | Jug. | V | E | D | PF  | PA  | PD   | BP | Pts |
| ------------------------ | ------------------------------- | ---- | - | - | - | --- | --- | ---- | -- | --- |
| 1                        | Suntory Sungoliath              | 7    | 7 | 0 | 0 | 420 | 129 | 291  | 6  | 34  |
| 2                        | Toyota Verblitz                 | 7    | 6 | 0 | 1 | 288 | 186 | 102  | 4  | 28  |
| 3                        | Kubota Spears                   | 7    | 5 | 0 | 2 | 236 | 130 | 106  | 5  | 25  |
| 4                        | NTT Communications Shining Arcs | 7    | 3 | 1 | 3 | 236 | 254 | -18  | 3  | 17  |
| 5                        | Toshiba Brave Lupus             | 7    | 3 | 0 | 4 | 224 | 229 | -5   | 4  | 16  |
| 6                        | Honda Heat                      | 7    | 1 | 0 | 5 | 133 | 240 | -107 | 2  | 6   |
| 7                        | Mitsubishi Sagamihara Dynaboars | 7    | 1 | 1 | 5 | 123 | 309 | -186 | 0  | 6   |
| 8                        | Munakata Sanix Blues            | 7    | 1 | 0 | 6 | 139 | 322 | -183 | 1  | 5   |

Nota: Se otorgan 4 puntos al equipo que gane un partido, 2 al que empate y 0 al que pierda
Puntos Bonus: 1 punto por convertir 4 tries o más en un partido y 1 al equipo que pierda por no más de 7 tantos de diferencia

### Conferencia Blanca
| White Conference Standings |                           |      |   |   |   |     |     |      |    |     |
| Pos                        | Equipo                    | Jug. | V | E | D | PF  | PA  | PD   | BP | Pts |
| -------------------------- | ------------------------- | ---- | - | - | - | --- | --- | ---- | -- | --- |
| 1                          | Panasonic Wild Knights    | 7    | 6 | 1 | 0 | 318 | 76  | 242  | 5  | 31  |
| 2                          | Kobelco Steelers          | 7    | 6 | 1 | 0 | 289 | 138 | 151  | 3  | 29  |
| 3                          | NTT DoCoMo Red Hurricanes | 7    | 4 | 0 | 3 | 175 | 175 | 0    | 1  | 17  |
| 4                          | Ricoh Black Rams          | 7    | 3 | 0 | 4 | 179 | 184 | -5   | 5  | 17  |
| 5                          | Canon Eagles              | 7    | 3 | 1 | 3 | 176 | 230 | -54  | 2  | 16  |
| 6                          | Yamaha Júbilo             | 7    | 3 | 0 | 4 | 239 | 240 | -1   | 3  | 15  |
| 7                          | Hino Red Dolphins         | 7    | 1 | 1 | 5 | 90  | 238 | -148 | 1  | 7   |
| 8                          | NEC Green Rockets         | 7    | 0 | 0 | 7 | 139 | 324 | -185 | 1  | 1   |

Nota: Se otorgan 4 puntos al equipo que gane un partido, 2 al que empate y 0 al que pierda
Puntos Bonus: 1 punto por convertir 4 tries o más en un partido y 1 al equipo que pierda por no más de 7 tantos de diferencia

## Playoffs
|  | Semifinales            | Semifinales           |                        |                    | Final              | Final              |  |
|  | 15/16 de mayo de 2021  | 15/16 de mayo de 2021 |                        |                    | 23 de mayo de 2021 | 23 de mayo de 2021 |  |
|  |                        |                       |                        |                    |                    |                    |  |
|  |                        |                       |                        |                    |                    |                    |  |
|  | Suntory Sungoliath     | 26                    |                        |                    |                    |                    |  |
|  | Suntory Sungoliath     | 26                    |                        |                    |                    |                    |  |
|  | Kubota Spears          | 9                     |                        |                    |                    |                    |  |
|  | Kubota Spears          | 9                     |                        | Suntory Sungoliath | 26                 |                    |  |
|  |                        |                       |                        | Suntory Sungoliath | 26                 |                    |  |
|  |                        |                       | Panasonic Wild Knights | 31                 |                    |                    |  |
|  | Toyota Verblitz        | 21                    | Panasonic Wild Knights | 31                 |                    |                    |  |
|  | Toyota Verblitz        | 21                    |                        |                    |                    |                    |  |
|  | Panasonic Wild Knights | 48                    |                        |                    |                    |                    |  |
|  | Panasonic Wild Knights | 48                    |                        |                    |                    |                    |  |
|  |                        |                       |                        |                    |                    |                    |  |